# 舍曼 (伊利諾伊州)
舍曼（英語：Sherman）是位於美國伊利諾伊州桑加蒙縣的一個村落。

## 地理
舍曼的座標為39°53′32″N 89°36′17″W / 39.89222°N 89.60472°W，而該地最高點為海拔高度182米（即597英尺）。

## 人口
根據2010年美國人口普查的數據，舍曼的面積為8.38平方千米，當中陸地面積為8.26平方千米，而水域面積為0.12平方千米。當地共有人口4148人，而人口密度為每平方千米494人。